# Giro de Lombardía 1929
El Giro de Lombardía 1929 fue la 25ª edición del Giro de Lombardía. Esta carrera ciclista organizada por La Gazzetta dello Sport se disputó el 26 de octubre de 1929 con salida y llegada a Milán después de un recorrido de 238 km.
El ganador fue Pietro Fossati (Maino-Clement) que se impuso ante sus compatriotas Adriano Zanaga (Touring) y Raffaele di Paco.

## Clasificación general
| Posición | Ciclista         | Equipo            | Tiempo     |
| -------- | ---------------- | ----------------- | ---------- |
| 1        | Pietro Fossati   | Maino-Clement     | 8h 13' 10" |
| 2        | Adriano Zanaga   | Touring           | m. t.      |
| 3        | Raffaele di Paco | Individual        | m. t.      |
| 4        | Felice Gremo     | Ideor             | m. t.      |
| 5        | Learco Guerra    | Maino-Clement     | m. t.      |
| 6        | Luigi Barral     | Individual        | m. t.      |
| 7        | Mario Bianchi    | Gloria-Hutchinson | m. t.      |
| 8        | Pietro Bestetti  | Bianchi-Pirelli   | + 3' 40"   |
| 9        | Adolfo Martelli  | -                 | m. t.      |
| 10       | Ambrogio Morelli | Gloria-Hutchinson | m. t.      |